# 皇帝フェルディナント北部鉄道

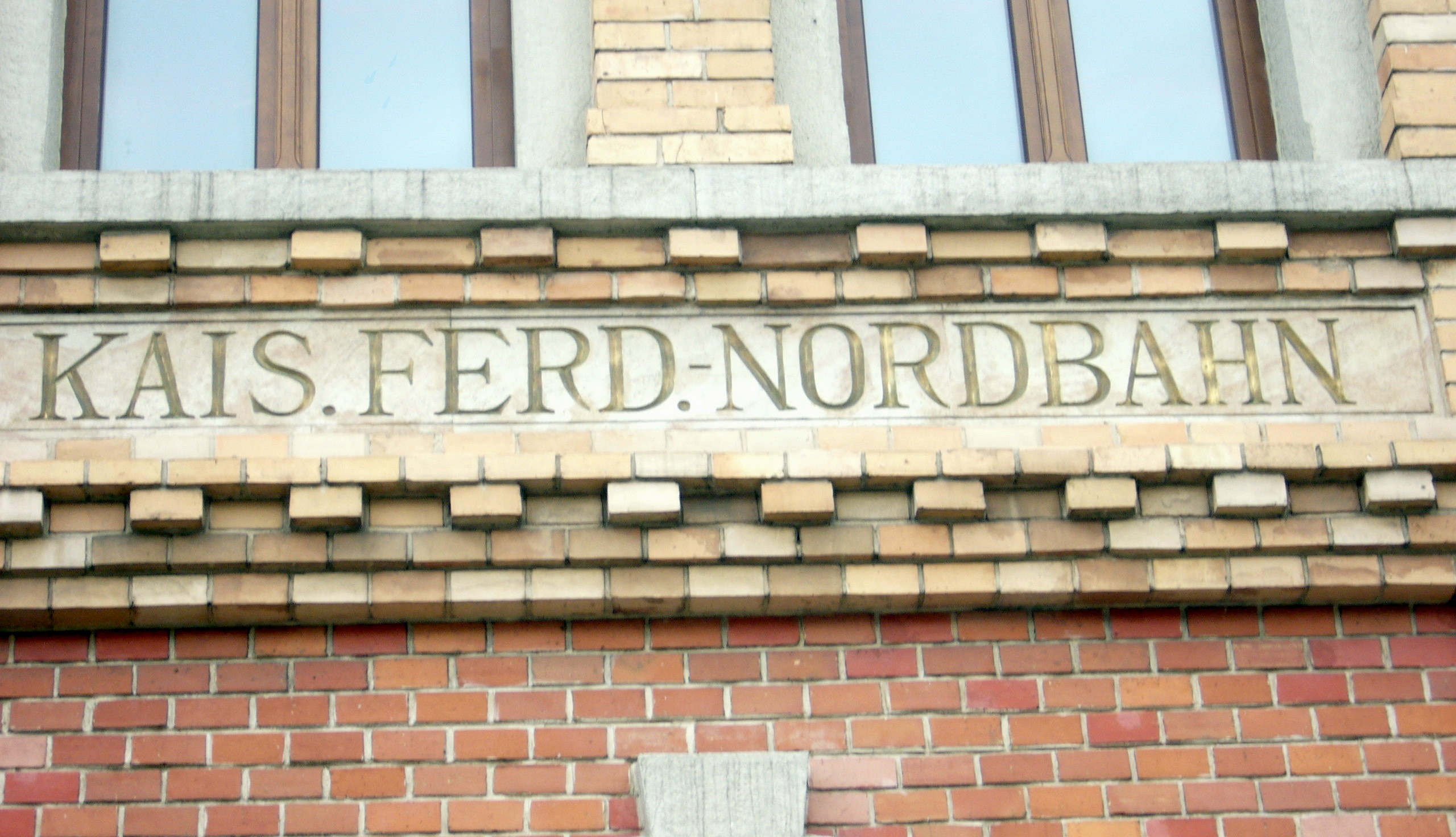
皇帝フェルディナンド北部鉄道の銘板（ビェルスコ＝ビャワ中央駅）

帝国特認皇帝フェルディナント北部鉄道（ドイツ語: k.k.privilegierte Kaiser Ferdinands-Nordbahn, KFNB, チェコ語: c.k. priv. Servini draha cisare Ferdinanda）は、オーストリア＝ハンガリー帝国および継承国チェコスロバキアの私設鉄道会社・鉱山会社であった。フェルディナント北部鉄道の本線はウィーンから北モラヴィアと現在のチェコ・シュレジエンを経て、クラーカウとボフニア岩塩杭まで至った。この会社は石炭運搬鉄道を除外して1906年に国有化されて、炭鉱鉄道は1945年まで独立事業体として存続した。1919年に社名はフェルディナンド北部鉄道（チェコ語: Severní dráha Ferdinandova）に変更された。

## 歴史

### 創業と資金調達
地質学者・鉱山専門家フランツ・リープル（Franz Xaver Riepl, 1790~1857）は1830年ウィーンからクラクフまで鉄道の建設するこのを構想した。ザーロモン・マイアー・フォン・ロートシルト（マイアー・アムシェル・ロートシルトの息子で、オーストリアにおけるロスチャイルド財閥の祖）は投資者として探し出された。リープルは鉄道建設の経験を積むためにイギリスへ派遣された。リープルの帰国以後、ロートシルトは初めにフランツ2世に建設許可を請願したものの、皇帝は許可に関じて否定的に答えた。それでもロートシルトは準備作業を続いて、相当ルートの馬車鉄道を買い取って、リープルが鉄道施設を設計した。
フランツ2世の死後、ロートシルトは建設許可を再び申し込んで、メッテルニヒ侯爵とコロヴラト伯爵（Franz Anton Graf von Kolowrat-Liebsteinsky, 1778~1861）の支援によってフェルディナント1世から許可を獲得した。1836年3月4日にロートシルトはウィーン - ボフニャ区間に蒸気機関車向けの鉄道敷設のため、無期限の特権（Privileg）を獲得して、「皇帝フェルディナント北部鉄道（Kaiser-Ferdinands-Nordbahn, KFNB）」という路線名を提案した。約600 kmの路線距離はイギリス以外で最も長い距離の一つであった。鉄道建設の特権はブルノ、オロモウツ、オパヴァ方面鉄道路線の場合にも含まれていた。

### 車両技術導入・本線建設・国有化

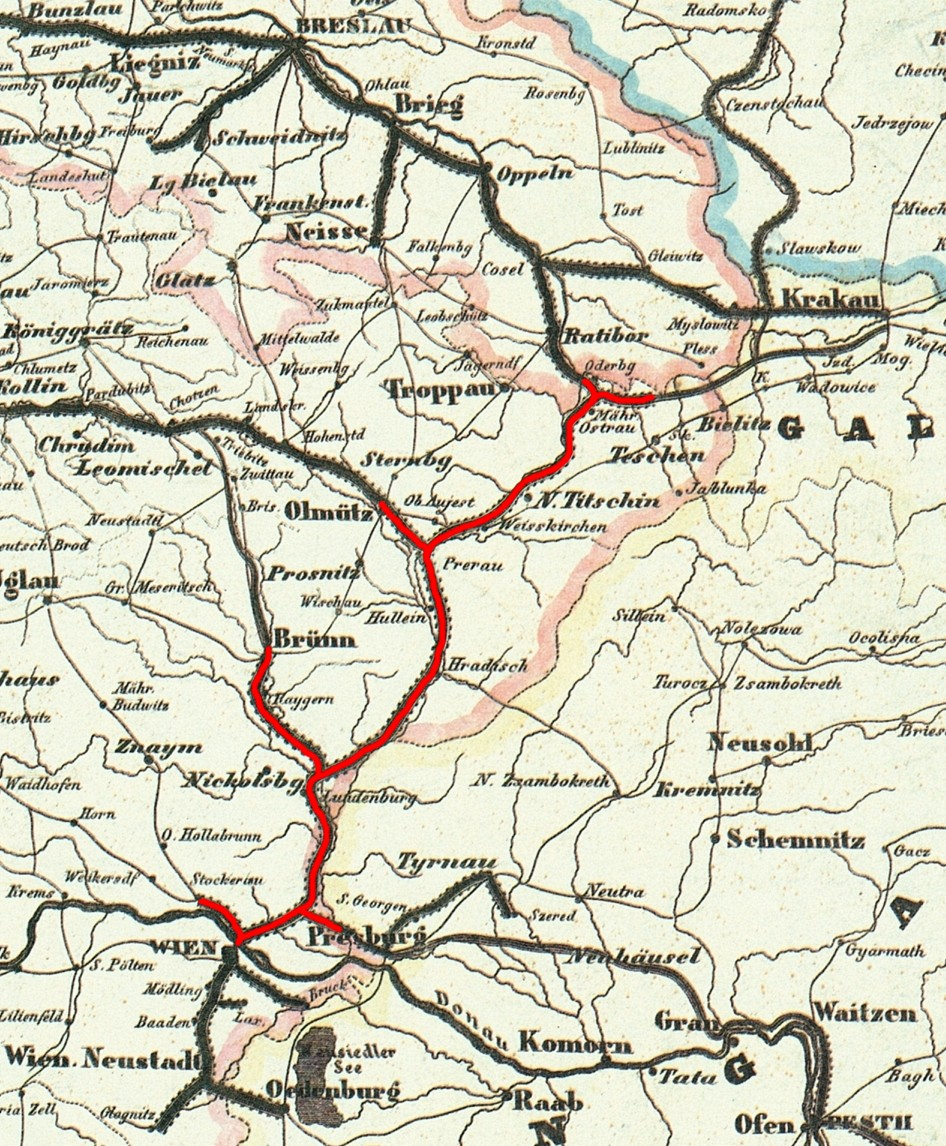
皇帝フェルディナント北部鉄道の路線網（1849年）

1837年3月スティーブンソン工場とテイラー工場で製作された6機の機関車は部品の形態でトリエステ港に船舶編で到着した。機関車部品はゼメリング峠を経てウィーンまで輸送されて、スチーブンソン工場の技術チームはウィーンの試験線路でオーストリア技術者の教育や技術指導を担当した。1837年11月フロリドスドルフ - ドイチュ＝ヴァグラムの13 km区間で列車の試運転が行って、最後の日であった11月23日は蒸気機関鉄道のオーストリアで最初に開通された日であると考えられている。1838年1月6日からウィーン北駅で旅客列車の運行が開始された。1839年7月7日にドイチュヴァグラム - ブジェツラウ区間及ブジェツラウ - ブルノ区間が開通された。
北部鉄道は1906年10月にオーストリア側議員で構成された帝国議会で可決された法案により、1906年1月1日の遡及適用で国家所有となった。北部鉄道の運営は1907年1月1日にオーストリア帝国鉄道により引き受けられた。国有化の際には、関連企業の所有したオストラヴァ周辺の多数の鉱山鉄道や炭鉱などは北部鉄道の所有として残った。

## 路線一覧
- KFNB本線: ウィーン - ルンデンブルク - プレーラウ - オーデルベルク - クラーカウ。1837年から1856年まで順次開通。
- ルンデンブルク - ブリュン。
- プシェロフ - オモロウツ。
- シェブルン - ヴィトコヴィツ - トロッパウ。1855年開通。
- オーデルベルク（現在ボフミーン） - チェコ＝ポーランド国境。1848年開通。
- クラーカウ - シチャコヴァ - オーストリア＝ロシア旧国境（ドンブロヴァ・グルニチャ方面）。1858年クラーカウ＝上シュレジエン鉄道（Krakau-Oberschlesische Eisenbahn）から引き受け。
- シチャコヴァ - オーストリア＝ロシア旧国境（ムィスウォヴィツェ方面）。1858年クラーカウ＝上シュレジエン鉄道から引き受け。
- フロリツドルフ - シュトッカーラウ。1871年北西部鉄道に譲渡し。
- ゲンゼルンドルフ - マルヒエック。
- モラヴィア・シュレージエン北部鉄道: ブリュン - プレーラウ、ネーツァーミスリッツ - シュテルンベルク。
- モラヴィア・シュレージエン都市間鉄道: コーイェタイン - フライン - ワラキアメーゼリチュ - フリーデク＝ミーステク - テシェン - ビーリッツ。
- ジージッツ - ビーリッツ。
- ビーリッツ - ザイブッシュ。